# باغ سرخ (شهرضا)
باغ سرخ (شهرضا)، روستایی از توابع بخش مرکزی شهرستان شهرضا در استان اصفهان ایران است.

## جمعیت
این روستا در دهستان منظریه قرار دارد و براساس سرشماری مرکز آمار ایران در سال ۱۳۸۵، جمعیت آن ۲۶۵ نفر (۴۳خانوار) بوده‌است. 
ودرسال 97جمعیت آن کمتراز 100نفراست